# Sentier historique du Dr Sun Yat-sen

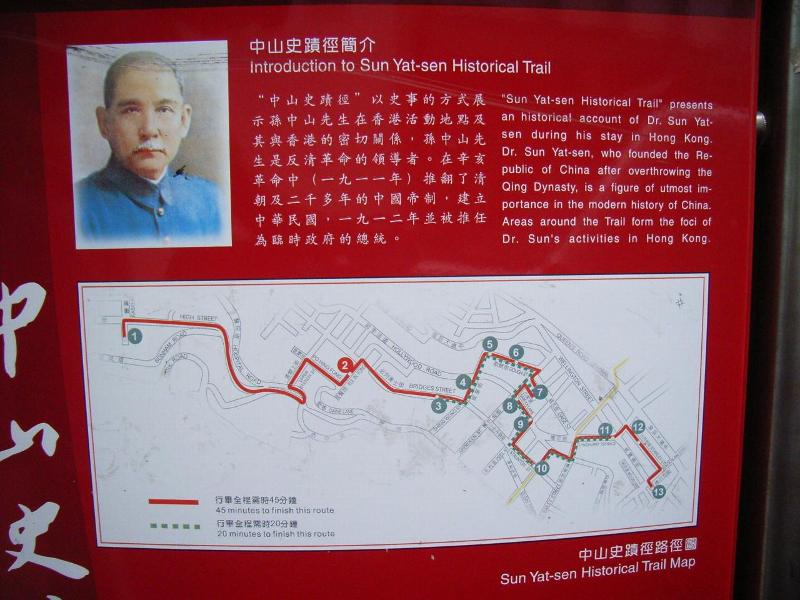
Carte du sentier du patrimoine du Dr Sun Yat-sen en 2006.

Le sentier historique du Dr Sun Yat-sen (孫中山史蹟徑) est une randonnée touristique mise en place à Hong Kong en novembre 1996 pour commémorer le 130e anniversaire de Sun Yat-sen. Il comprend 16 sites dans les quartiers de Central et Sheung Wan, liés à la vie de Sun Yat-sen et d'autres révolutionnaires de la fin de l'ère Qing. À l'origine, il comprenait 13 sites. En 2001, il est rénové et rebaptisé, et deux sites (aujourd'hui le 1er et le 7e) lui sont ajoutés. En 2018, il est encore mis à jour dans le cadre d'un projet de revitalisation lorsque des artistes sont mandatés par le gouvernement pour décorer chaque endroit.
Bien qu'il ne se trouve pas sur le tracé du sentier, le parc commémoratif Sun Yat-sen de Sai Ying Pun (zh) possède une grande carte en béton du sentier, près de l'entrée principale. En outre, plusieurs balises en bronze sont incrustées dans les trottoirs et les mains courantes dans toute la ville pour indiquer le sentier et, de plus, le musée du Dr Sun Yat-sen, ouvert en 2006, ne fait pas partie du sentier.
| Nom | Localisation | Image | Notes/Références |
| --- | --- | ----- | ---------------- |
| 1 - L'université de Hong Kong                                                                                     | Bonham Road |       | [ 3 ]            |
| 2 - Site d'origine de l'école diocésaine pour garçons                                                             | Eastern Street |       | [ 4 ]            |
| 3 - Site d'origine du centre d'accueil du Tongmenghui                                                             | Po Hing Fong |       | [ 5 ]            |
| 4 - Site d'origine de l'American Congregational Mission Preaching Hall                                            | 2 Bridges Street (actuel marché de Bridges Street) |       | [ 6 ]            |
| 5 - Site d'origine de l'école centrale du gouvernement                                                            | 44 Gough Street |       | [ 7 ]            |
| 6 - Site d'origine du Yeung Yiu Kee, lieu de rencontre des Quatre bandits (en)                                    | 8 Gough Street (marqueur situé à l'intersection de Gough Street et de Shin Hing Street)                                                                                    |       | [ 8 ]            |
| 7 - Site où Yeung Ku-wan a été assassiné par des agents Qing                                                      | 52 Gage Street, à l'angle d'Aberdeen Street. Le marqueur est déplacé sur Sam Ka Lane dans le parc de Pak Tsz Lane, à l'arrière de 52 Gage Street.                          |       | [ 9 ]            |
| 8 - Site d'origine de la Société littéraire de Furen                                                              | Pak Tsz Lane |       | [ 10 ]           |
| 9 - Site d'origine du Queen's College                                                                             | Entre Aberdeen Street et Hollywood Road. Marqueurs sur Hollywood Road et Staunton Street, le long des murs de l'ancien quartier des mariés de la police de Hollywood Road. |       | [ 11 ]           |
| 10 - Site d'origine de l'hôpital Alice Ho Miu Ling Nethersole et du collège de médecine de Hong Kong pour Chinois | 77 à 81 Hollywood Road |       | [ 12 ]           |
| 11 - Site d'origine de l'église de To Tsai                                                                        | 75 Hollywood Road |       | [ 13 ]           |
| 12 - Site d'origine du siège hongkongais du Xingzhonghui                                                          | 13 Staunton Street |       | [ 14 ]           |
| 13 - Site d'origine du restaurant occidental Heng Yin Lau                                                         | 2 Lyndhurst Terrace |       | [ 15 ]           |
| 14 - Site d'origine du siège du China Daily                                                                       | 24 Stanley Street (marqueur situé au 19 Stanley Street) |       | [ 16 ]           |
| 15 - Site d'origine du Wo Kee Chan                                                                                | 20 D'Aguilar Street (marqueur situé au 24 Wellington Street) |       | [ 17 ]           |
| 16 - Hong Kong au temps du Dr Sun Yat-sen                                                                         | Intersection de Staunton Street et de Shing Wong Street. Situé à proximité du site no 4.                                                                                   |       | [ 18 ]           |
| Exemple de balise de trottoir en bronze                                                                           | Intersection de Staunton Street et Graham Street |       |                  |
| Carte en béton au parc commémoratif Sun Yat-sen                                                                   | Parc commémoratif Sun Yat-sen |       |                  |
| Pôle de direction                                                                                                 | Intersection de Gage et Cochrane Streets |       |                  |